# 댓게임컴퍼니
댓게임컴퍼니(thatgamecompany, LLC)는 2006년 5월 15일 설립된 미국의 비디오 게임 개발사이다.
댓 게임 컴퍼니는 '시대에 관계없이 상호작용하며 인간 정신에 긍정적 변화를 줄 수 있는 엔터테인먼트를 만드는 것'을 목표로, 플레이어와 감정적으로 소통하는 게임을 만드는 데 초점을 두고 있다.

## 역사
댓 게임 컴퍼니의 시작은 서던 캘리포니아 대학교의 인터랙티브 미디어 석사 학위 프로그램의 학생 7명들이었다. 이들이 개발한 컴퓨터 게임 "클라우드(Cloud)"는 2006년까지 약 600,000 건의 다운로드를 기록하는 등 큰 인기를 얻었고, 이후 댓 게임 컴퍼니가 제작하는 게임에 대한 방향성을 제공하였다.
이후 2006년 5월 15일 제노바 첸(Jenova Chen), 켈리 산티아고(Kellee Santiago), 닉 클라크(Nick Clark), 존 에드워즈(John Edwards)는 댓 게임 컴퍼니를 창설하고, 소니 컴퓨터 엔터테인먼트와 계약을 체결하여 3개의 게임을 플레이 스테이션용으로 개발하기로 한다.
그들의 첫 플레이스테이션 게임인 flOw는 본래 제노바 첸이 플래시 게임으로 제작한 것을 리뉴얼 한 것으로, 2007년 플레이 스테이션 네트워크에서 가장 많은 다운로드 수를 기록하여 2008년 '올해의 베스트 다운로드 게임'에 선정되었다.
2009년에는 마찬가지로 플레이스테이션 네트워크 전용 게임인 Flower를 출시한 후 회사를 로스앤젤레스로 이전했다.
2012년 Journey를 출시, E3 2011에서 최고의 다운로드 게임 상을 수상하였다.

## 평가
댓 게임 컴퍼니의 "Journey"는 Yogscast, Pewdiepie 등 유명 Let's Play Youtuber를 통해 많이 소개받음과 동시에 유망한 게임으로 인정받았다. 게임 채널 Machinima의 TOP 10 Games→최상위 10개 게임에서 가장 황홀하게 만드는 게임 10위 중 "Flower"가 포함된것으로도 알려져 있다.

## 제작한 게임
- Cloud
- flOw
- Flower
- Journey
- Sky : 빛의 아이들